# Ignacio Chávez
Ignacio Chávez Sánchez (Zirándaro, Michoacán (actual Guerrero), 31 de enero de 1897 - Ciudad de México, 13 de julio de 1979) fue un prominente médico cardiólogo y rector de su alma mater la Universidad Michoacana de San Nicolás de Hidalgo de 1920 a 1922 y de la Universidad Nacional Autónoma de México de 1961 a 1966. Fue originario de Zirándaro de los Chávez, en la región de Tierra Caliente, actualmente en el estado de Guerrero. En la época en que nació, la población pertenecía al estado de Michoacán. Además del cambio de entidad federativa, la ciudad agregó a su nombre el apellido de los Chávez en honor del doctor Chávez y su hermano el jurista Rodolfo Chávez Sánchez (1895-1995).
Considerado el padre de la cardiología en México, fundó el Instituto Nacional de Cardiología que actualmente lleva su nombre.
Como rector de la UNAM, eliminó el pase automático y aplicó el primer examen de selección a todos los aspirantes sin importar si eran egresados o no del bachillerato de la universidad, aumentó la preparatoria a tres años, implementó evaluaciones para aumentar la eficiencia de los maestros y aumentó los días laborales de 200 a 220. En medio de vejaciones a su persona tuvo que renunciar como rector a causa de una huelga originada en la Facultad de Derecho en contra de sus reformas. Su lugar fue ocupado en mayo de 1966, por el también preclaro ingeniero Javier Barros Sierra.

## Formación y carrera profesional
Ignacio Chávez Sánchez estudió la preparatoria de Medicina en el Colegio de San Nicolás Obispo que en 1917 se convirtió en parte de la Escuela de Medicina de Morelia y se integró a la Universidad Michoacana de San Nicolás de Hidalgo. Obtuvo el grado de médico cirujano en la Universidad Nacional de México en 1920. Impartió cátedra de diversas materias en la Escuela de Medicina de la UMSNH en 1920 (que más tarde pasaría a llamarse "Facultad de Medicina Dr. Ignacio Chávez"), y en la Escuela Nacional de Medicina desde 1922. Se especializó en cardiología en París bajo la dirección de los profesores Henri Vaquez y Charles Laubry, de 1925 a 1927, y posteriormente estudió en clínicas de Berlín, Praga, Viena, Roma y Bruselas.
En 1924 fundó la primera área de cardiología del Hospital General de México, la cual dirigió hasta 1944. Asimismo desempeñó el cargo de jefe de la Escuela Nacional de Medicina de 1933 a 1934. Entre los años de 1936 y 1939 fue también director del Hospital General de México. En ese periodo fundó la Sociedad Mexicana de Cardiología en 1935.
Fue miembro fundador de El Colegio Nacional el 8 de abril de 1943. Posteriormente fundó el Instituto Nacional de Cardiología en el año de 1944, el cual dirigió hasta 1961, año en que recibió el Premio Nacional de Ciencias y Artes en Ciencias de México.

## Cargos desempeñados después de fundar el Instituto Nacional de Cardiología
- Presidente de la Sociedad Interamericana de Cardiología (1946).
- Vicepresidente (1958-1962) y presidente honorario vitalicio (a partir de 1962) de la Sociedad Internacional de la Cardiología.
- Miembro del comité de asesoramiento de la Organización Mundial de la Salud (OMS) (1955).
- Miembro del comité de asesoramiento de la Organización de los Estados Americanos (OEA) (1958-1966).
- Participó en 18 diversas sociedades de cardiología de América y Europa.

## Reconocimientos y condecoraciones

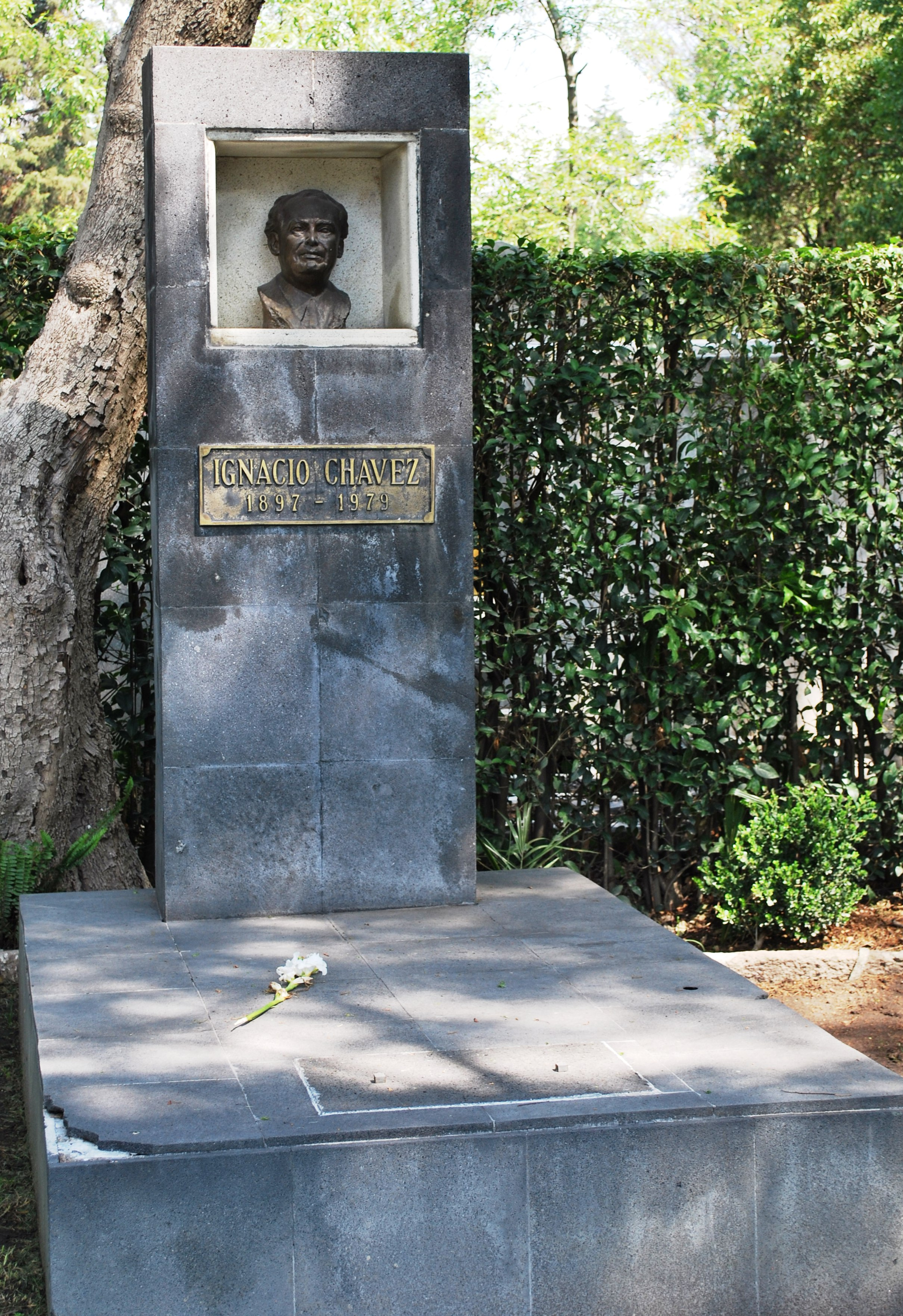
Sepulcro del doctor Ignacio Chávez en la Rotonda de las Personas Ilustres, Ciudad de México.

Recibió las siguientes condecoraciones:
- Orden de la Legión de Honor de Francia en  1933, 1951, 1966.
- Premio de la ciencia "Manuel Ávila Camacho" en 1945.
- Medalla de la Ciudad de México al Mérito Cívico en 1945.
- Medalla General Morelos otorgado en Michoacán en 1954.
- Medalla de oro "Eduardo Liceaga" en 1960.
- Premio Nacional de Ciencias y Artes en el área de Ciencias Físico-Matemáticas y Naturales en 1961.
- Medalla de oro del American College of Physicians entregado en Atlantic City en 1963.
- Medalla Belisario Domínguez del Senado de la República, el 9 de octubre de 1975.

Una estatua suya fue develada el 27 de septiembre de 1980 en el parque que lleva su nombre y que está situado enfrente del Centro Médico nacional
Fue designado doctor honoris causa o rector honorario de 95 universidades alrededor del mundo. Murió el 13 de julio de 1979 y sus restos fueron trasladados a la Rotonda de las Personas Ilustres el 26 de febrero de 1997.

## Publicaciones destacadas
- Lecciones de cardiología clínica (1931)
- Enfermedades del corazón, cirugía y embarazo (1945)
- México en la cultura médica (1947)
- Diego Rivera, sus frescos en el Instituto Nacional de Cardiología (1946)
- Humanismo médico, conferencias y discursos (1978)